# José Crispiano Clavijo Méndez

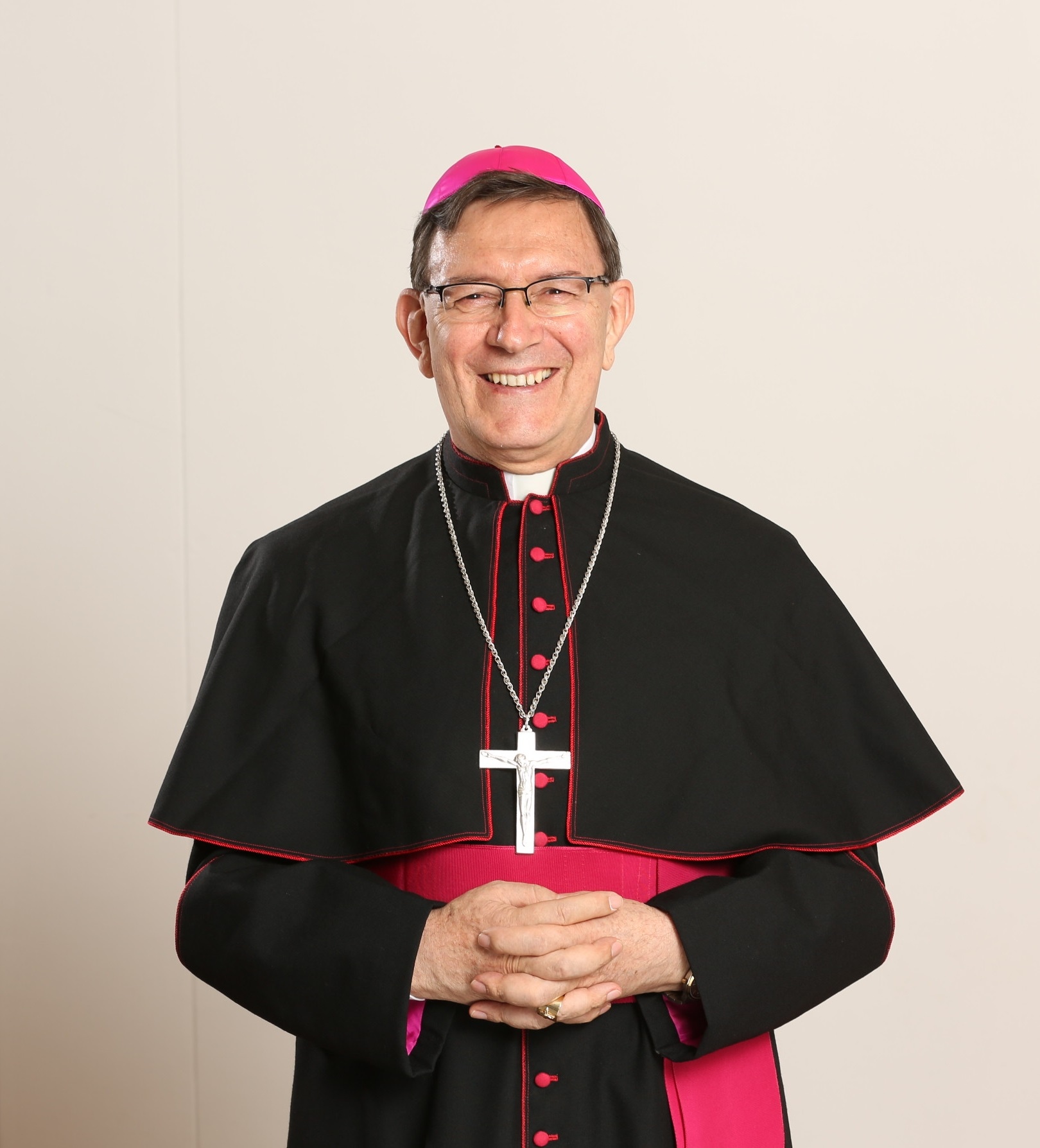
Bischof Clavijo Méndez im Februar 2015

Bischofswappen von José Crispiniano Clavijo Méndez

José Crispiano Clavijo Méndez (* 13. Juni 1951 in Tocancipá) ist ein kolumbianischer Geistlicher und römisch-katholischer Bischof von Sincelejo.

## Leben
José Crispiano Clavijo Méndez studierte Philosophie an der Universität San Buonaventura in Bogotá und anschließend Katholische Theologie an der Päpstlichen Universität Javeriana in Bogotá sowie am Regionalseminar Johannes XXIII. im Erzbistum Barranquilla. Er empfing am 20. November 1988 die Priesterweihe für das Bistum Valledupar. Nach weiteren Studien erwarb er das Lizenziat in Katechetik und Jugendpastoral an der Päpstlichen Universität der Salesianer in Rom.
Im Bistum Valledupar war er Pfarrer mehrerer Pfarreien in Chimichagua und Valledupar sowie Rektor der Kathedrale Nuestra Señora del Rosario. Zeitweise war er Kanzler der Bistumskurie und Generalvikar. Er leitete das diözesane Evangelisationszentrum und war Bischofsvikar für den Klerus und die Katechese. Ab 2012 war er Regens des Diözesanseminars Johannes Paul II. in Valledupar.
Papst Franziskus ernannte ihn am 19. Februar 2015 zum Bischof von Sincelejo. Die Bischofsweihe spendete ihm der Apostolische Nuntius in Kolumbien, Erzbischof Ettore Balestrero, am 14. März desselben Jahres. Mitkonsekratoren waren der Erzbischof von Cartagena, Jorge Enrique Jiménez Carvajal CIM, und der Bischof von Valldupar, Oscar José Vélez Isaza CMF. Die Amtseinführung im Bistum Sincelejo fand zwei Wochen später statt.